# Tegan and Sara
 (mai 2014).
Si vous disposez d'ouvrages ou d'articles de référence ou si vous connaissez des sites web de qualité traitant du thème abordé ici, merci de compléter l'article en donnant les références utiles à sa vérifiabilité et en les liant à la section « Notes et références ».
Tegan and Sara (prononcé en anglais : /ˈtiːɡən ən(d) ˈsɛəɹə/) est un groupe de pop rock canadien originaire de l'Alberta. Le groupe est composé des jumelles Tegan Rain Quin et Sara Keirsten Quin, nées le 19 septembre 1980. Leur musique évolue constamment, baignant dans le folk, le rock et la pop.

## Membres

### Actuels
- Tegan Quin – Chant, guitare, piano et clavier
- Sara Quin – Chant, guitare, piano et clavier
- Brendan Buckley - Batterie
- Gabrial McNair - Clavier
- Eva Gardner - Basse

### Anciens
- Edward "Ted" Gowans – Guitare et Clavier (jusqu'en 2014)
- Shaun Huberts – Basse (jusqu'en 2010)
- Johnny "Five" Andrews – Batterie (jusqu'en 2010)
- Dan Kelly – Basse (jusqu'à fin 2007)
- Chris Carlson – Basse (jusqu'en 2006)
- Rob Chursinoff – Batterie (jusqu'en 2005)

## Biographie et carrière musicale
Tegan et Sara sont nées à Calgary en Alberta. Parmi les rêves que caressait Tegan alors qu’elle était petite, elle désirait devenir clown, devenir vétérinaire pour les ours polaires de l’arctique et devenir rock star tandis que Sara voulait s’installer à Boston pour y être avocate.
En 1997, elles utilisent le studio d'enregistrement de leur école pour enregistrer leurs deux premières démos : Who's in Your Band? et Play Day. En 1998, trois autres démos paraitront : Yellow Tape, The Orange Tape et The Red Tape.
Leur première reconnaissance publique survient en 1998 quand elles remportent le « Garage Warz Battle of the Bands » sous le nom de « Sara and Tegan » (nom d'inscription que leur avait attribué leur mère), une compétition locale de musique de Calgary. L'année suivante sortira Under Feet Like Ours toujours sous le nom de « Sara and Tegan ».
Le duo est alors remarqué par Elliot Roberts, le président de Vapor Records (Studio d'enregistrement de Neil Young), avec lequel elles signent pour l'album This Business of Art (2000). Tegan & Sara enchaînent avec If It Was You en 2002. So Jealous, produit par Tegan & Sara avec l’aide de John Collins, David Carswell et Howard Redekopp, et enregistré à Vancouver, paraît en 2004. Leur dernier album, The Con, coréalisé par le duo et Chris Walla de Death Cab for Cutie, est paru le 24 juillet 2007. Il est disponible accompagné d'un DVD relatant la conception de l'album.
Leur chanson I Know I Know I Know, issue de So Jealous, fut jouée dans la série Veronica Mars tandis que leurs chansons Call It Off et Where does the good go, furent jouées dans la série Grey's Anatomy.
Elles ont également fait une apparition dans le onzième épisode de la saison 3 de The L Word (Last Dance) jouant la chanson Love Type Thing et la chanson So Jealous fût elle jouée dans le premier épisode de la saison 3. Elles font également une apparition dans le neuvième épisode de la saison 5 de 90210 Beverly Hills : Nouvelle Génération interprétant Closer.
La chanson Don't Confess est apparue dans la saison 1 de la série Les Frères Scott, tandis que Walking with a Ghost y est apparue dans la saison 2.
De plus, les White Stripes ont repris leur single Walking with a ghost. La chanson Closer a été reprise dans l'épisode 16 de la quatrième saison de Glee mais aussi dans l'épisode 12 de la première saison de BoJack Horseman. La chanson Burn your Life Down est quant à elle jouée dans l'épisode 15 de la cinquième saison de Pretty Little Liars. Dans l'épisode 4 de la saison 3 de Orange Is the New Black, Piper cite le titre "You wouldn't like me" de la playlist d'Alex.
Tegan vit désormais à Vancouver tandis que Sara s'est installée à Montréal.
Bien que leur sexualité soit rarement présente dans leur musique, le fait que les deux sœurs soient lesbiennes attire souvent l'attention des médias. Les jumelles ont souvent fait part de leur déception à ce sujet.
Elles ont émis le souhait d'être jugées uniquement sur leur musique et non sur leur genre ou leur orientation sexuelle.

## Discographie

### Albums studio
- 1999 - Under Feet Like Ours
- 2000 - This Business of Art
- 2002 - If It Was You
- 2004 - So Jealous
- 2007 - The Con
- 2009 - Sainthood
- 2013 - Heartthrob
- 2016 - Love You to Death
- 2019 - Hey, I'm Just Like You
- 2022 - Crybaby

### Compilations & Rééditions
- 2014 - So Jealous X (Coffret 2CD+1DVD+Livre 110 pages : réédition de l'album original So Jealous agrémentée de 22 titres bonus et du DVD Live "It's Not Fun, Don't Do It!" datant de 2006)

## Singles
| Année | Single                 | Album                |
| ----- | ---------------------- | -------------------- |
| 2000  | "The First"            | This Business of Art |
| 2003  | "Time Running"         | If It Was You        |
| 2003  | "I Hear Noises"        | If It Was You        |
| 2003  | "Living Room"          | If It Was You        |
| 2003  | "Monday Monday Monday" | If It Was You        |
| 2004  | "Walking with a Ghost" | So Jealous           |
| 2004  | "Speak Slow"           | So Jealous           |
| 2007  | "Back in Your Head"    | The Con              |
| 2007  | "The Con"              | The Con              |
| 2008  | "Call It Off"          | The Con              |
| 2009  | "Hell"                 | Sainthood            |
| 2010  | "Alligator"            | Sainthood            |
| 2010  | "On Directing"         | Sainthood            |
| 2010  | "Northshore"           | Sainthood            |
| 2013  | "Closer"               | Heartthrob           |
| 2013  | "I Was a Fool"         | Heartthrob           |
| 2013  | "Goodbye, Goodbye"     | Heartthrob           |
| 2016  | "Boyfriend"            | Love You To Death    |
| 2016  | "Stop Desire"          | Love You To Death    |